# Glenea montivaga
Glenea montivaga är en skalbaggsart som beskrevs av Charles Joseph Gahan 1909. Glenea montivaga ingår i släktet Glenea och familjen långhorningar. Inga underarter finns listade i Catalogue of Life.